# Specjalista od ucieczek

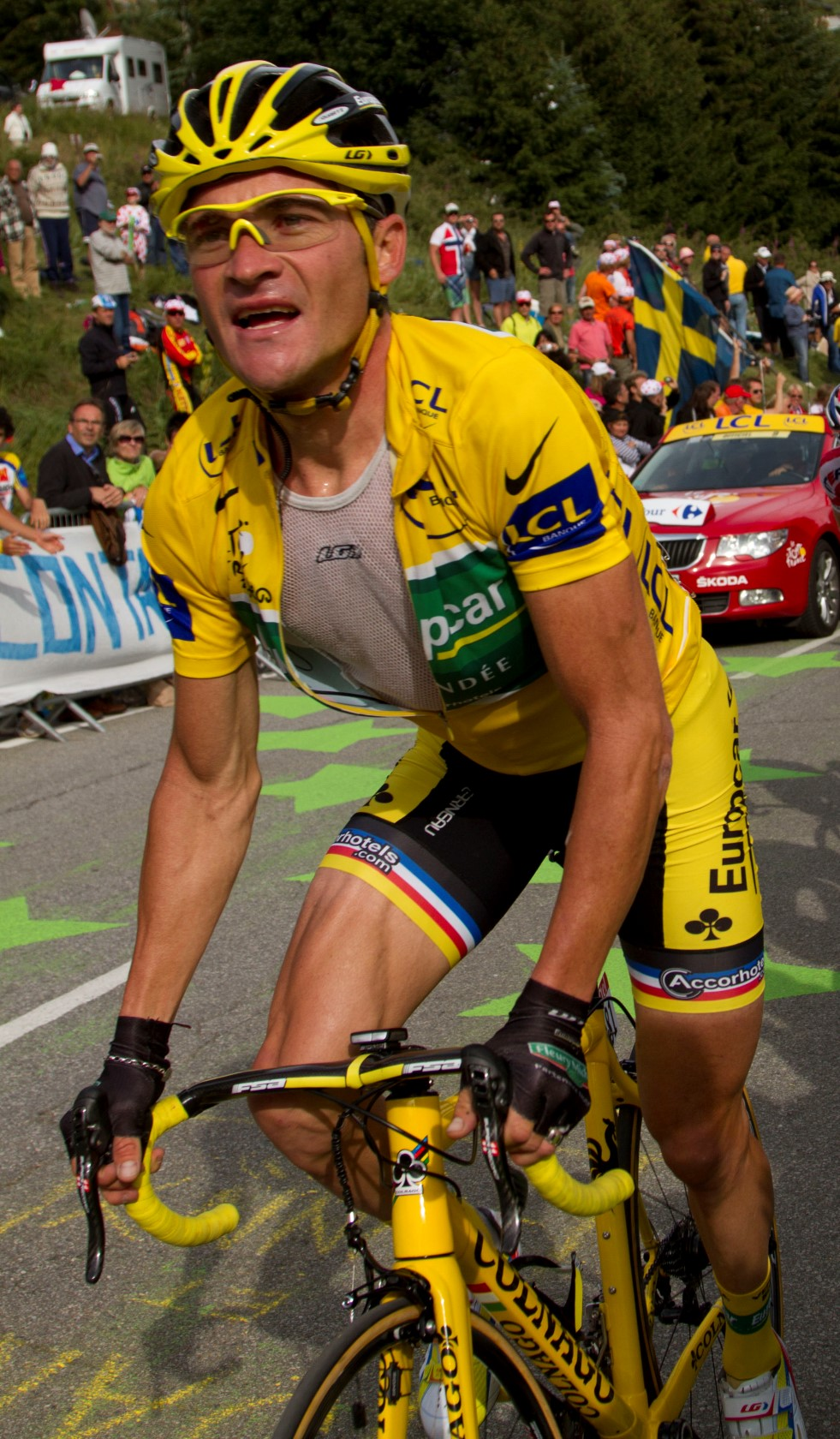
Thomas Voeckler zyskał sławę i tymczasowe prowadzenie w klasyfikacji generalnej Tour de France dzięki swoim ucieczkom w tym wyścigu

Specjalista od ucieczek, baroudeur – typ zawodnika w kolarstwie szosowym. Taki zawodnik specjalizuje się w długich ucieczkach i walkach o etapowe zwycięstwo. 
Baroudeur nie potrafi dorównać sprinterom na finiszu, jest też słabszy od górali w wysokich górach. Dla zawodników, którzy nie rywalizują na finiszach z sprinterami, w górach z góralami, ani nie walczą o miejsce w klasyfikacji generalnej, ucieczka może być jedyną szansą na sukces w czasie prestiżowego wyścigu. Taki sukces może wypromować danego kolarza i jego ekipę, spowodować wzrost jego popularności czy podniesienie pensji. Uciekinierom są również często przyznawane nagrody dla najaktywniejszego zawodnika. W ucieczkach zazwyczaj nie biorą udziału kolarze walczący o czołowe miejsca w klasyfikacji generalnej lub innych klasyfikacjach (w takim wypadku drużyna lidera narzuciłaby mocniejsze tempo w peletonie, aby dogonić ucieczkę z zagrażającym mu zawodnikiem), ani pomocnicy zajęci wspieraniem liderów swojego zespołu.
Do specjalistów od ucieczek zaliczani są m.in.: Thomas Voeckler, Jens Voigt, Thomas de Gendt, Jeremy Roy, Cesare Benedetti, Matej Mohoric, Lennard Kamna, Alessandro De Marchi, Soren Kragh Andersen, Bauke Mollema, Taco van der Hoorn, Franck Bonnamour, Marc Soler, Toms Skujins, Jonas Abrahamsen czy Ben O'Connor.